# Chiens jouant au poker

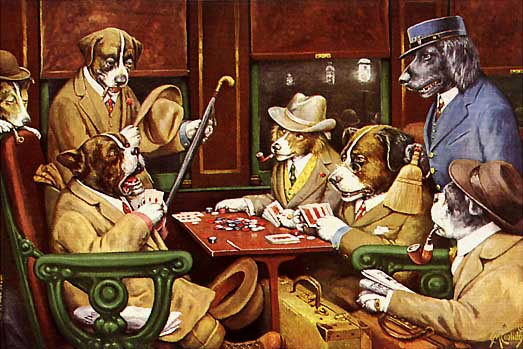
His Station and Four Aces par C. M. Coolidge, 1903.

Les Chiens jouant au poker (en anglais, Dogs Playing Poker) est une série de 16 peintures à l'huile de C. M. Coolidge commandées en 1903 par Brown & Bigelow pour faire la promotion de cigares.
Toutes ces peintures montrent des chiens anthropomorphes, mais la plus connue est la numéro 9 qui montre des chiens assis autour d'une table de jeu (Waterloo).

## Les peintures

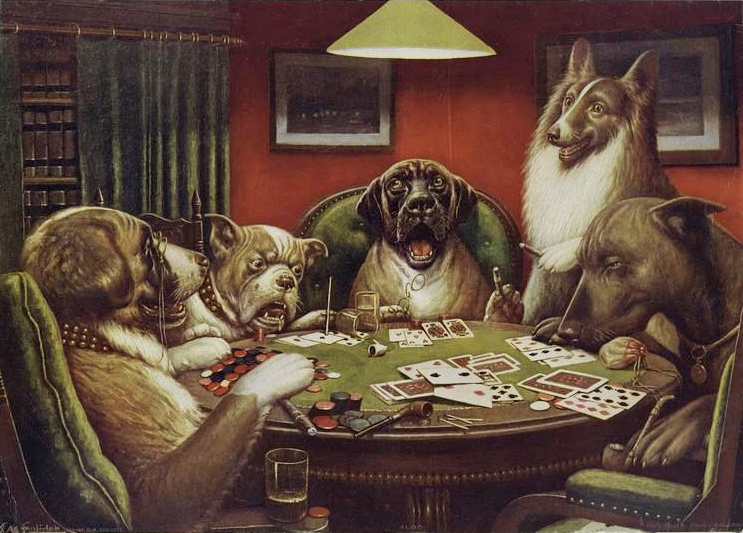
Waterloo, vers 1906

Les titres des peintures composant le cycle Dogs Playing Poker sont :
- A Bold Bluff (titre original Judge St. Bernard Stands Pat on Nothing)[3]
- A Friend in Need
- His Station and Four Aces
- Pinched with Four Aces
- Poker Sympathy
- Post Mortem
- Sitting up with a Sick Friend
- Stranger in Camp
- Waterloo (titre original Judge St. Bernard Wins on a Bluff)[3]

Ces peintures sont suivies en 1910 par une peinture similaire, Looks Like Four of a Kind.
Certains des personnages du cycle sont inspirés de joueurs de cartes de peintures du Caravage, de Georges de La Tour et de Paul Cézanne. Le Saint Bernard dans les peintures Waterloo et A Bold Bluff a pour modèle le chien, dénommé Captain, du fleuriste de la Cinquième Avenue Theodore Lang, un ami de Coolidge.
Le 15 février 2005, les peintures A Bold Bluff et Waterloo sont vendues par lot pour 590 000 US$ à un acheteur inconnu. La toile de Coolidge la plus chère avant cette vente avait été vendue 74 000 US$.